# Lucien Cossou

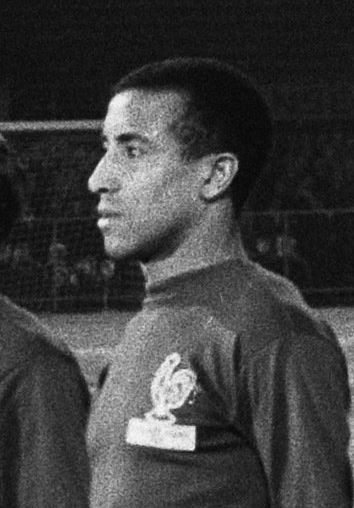
Lucien Cossou im Jahr 1963

Lucien Cossou (* 29. Januar 1936 in Marseille) ist ein ehemaliger französischer Fußballspieler. Mit seinen 149 Treffern in Frankreichs höchster Liga steht er bis heute (2008) unter allen Stürmern seit 1932 auf dem 20. Rang der Torschützenliste im französischen Profifußball.

## Vereinskarriere
Der dunkelhäutige, leichtfüßige, aber auch im Luftduell durchsetzungsfähige Stürmer besaß ein Gespür für die Entwicklung der jeweiligen Spielsituation; deshalb konnte Lucien Cossou auf jeder Angriffsposition eingesetzt werden. Seine besten Spiele machte er als Halb- oder Flügelstürmer auf der linken Seite. Schon früh wurde er nach seinem Geburtsstadtteil sowie dem nordafrikanischen Fußballer Larbi Ben Barek als „Ben Barek aus Endoume“ bezeichnet. Seine Laufbahn begann er beim Zweitdivisionär AS Aix, dessen Trainer Henri Roessler ihn erstmals in der Saison 1954/55 in einem Pflichtspiel einsetzte. Trotz zweier mäßiger Jahre der Elf aus Aix-en-Provence – sie schloss beide Spielzeiten nur knapp oberhalb der Abstiegsränge ab – holte der höherklassige Olympique Lyon Cossou 1956 in die Rhone-Metropole. Nach einer gewissen Eingewöhnungszeit an der Seite erfahrenerer Spieler wie André Lerond, Ernest Schultz, Abdelhamid Kermali oder Robert Mouynet machte er ab der Saison 1958/59, in der ihm 16 Punktspieltreffer gelangen, landesweit auf sich aufmerksam. In dieser Spielzeit kam er – abgesehen von Spielen mit der französischen Militärnationalauswahl – auch zu seinen ersten internationalen Einsätzen, als Olympique im Messestädtepokal auf Inter Mailand traf, gegen die Italiener allerdings nach 1:1 (Tor durch Cossou) und 0:7 das Nachsehen hatte. Auch in Frankreichs Division 1 kam seine Mannschaft über Plätze im oberen Tabellenmittelfeld nicht hinaus.
Deshalb nahm er im Sommer 1959 ein Angebot der AS Monaco an, bei der er keine zwölf Monate später seinen ersten Titel gewann: durch einen 4:2-Endspielsieg nach Verlängerung über die AS Saint-Étienne holten die Mannen von Trainer Lucien Leduc den französischen Pokal. In der folgenden Saison 1960/61 erzielte Lucien Cossou 18 Punktspieltore, womit er – auf dem siebten Rang – erstmals unter den besten zehn Torjägern zu finden war. Vor allem aber hatte er damit maßgeblich dazu beigetragen, dass die ASM 1961 auch den ersten Meistertitel ihrer Geschichte gewinnen konnte. Außerdem wurde er selbst in diesem Jahr auch zum Nationalspieler (siehe unten). Im Europapokal der Landesmeister 1961/62 kam dann allerdings schon nach zwei Spielen (zweimal 2:3 gegen die Glasgow Rangers) das Aus.
In der Spielzeit 1962/63 konnte Cossou den Erfolg von 1960/61 noch übertrumpfen, denn in einer besonders torhungrigen Sturmreihe, u. a. neben Michel Hidalgo, Théo und Yvon Douis, schoss er 28 Ligatreffer, was Rang 2 hinter Serge Masnaghetti bedeutete, und verhalf Monaco erneut zur Meisterschaft (vor Stade Reims). Im französischen Pokal erreichte die Elf wiederum das Finale; nach torlosen 120 Minuten gegen Olympique Lyon brach Cossou im Wiederholungsspiel nach knapp einer Stunde den Bann und überwand Torwart Marcel Aubour zum 1:0 (Endstand 2:0). Damit war er zugleich Gewinner des erst sechsten Doublé der Fußballgeschichte Frankreichs geworden. Das folgende Jahr beendete die AS Monaco „nur“ als Vizemeister, und Cossous 21 Tore bedeuteten diesmal lediglich Platz 4 unter den Ligatorjägern.
Im Europapokal allerdings schrieb der Stürmer Vereinsgeschichte, als er beim Erstrundenmatch im Stade du Ray von Nizza mit vier Treffern den AEK Athen nahezu alleine ausschaltete: ihm gelangen das 1:0, 4:0 und 5:0 in der ersten sowie das 6:0 in der zweiten Halbzeit (Endstand 7:2). In der zweiten Runde beendete dann aber Hinter Mailand mit 1:0 und 3:1 – erneut wegen der geringen Zuschauerkapazität des Stade Louis II (damals nur 5.000 Plätze) nicht in Monaco, sondern im Stade Vélodrome seiner Geburtsstadt Marseille – weitergehende Pokalträume der Monegassen.
1965 ging Lucien Cossou zum Zweitdivisionär Sporting Toulon und, nachdem Toulon den Aufstieg als Fünftplatzierter verpasst hatte, 1966 zum Ligakonkurrenten AS Aix. Am Saisonende setzte sich sein alter Klub in den Barrages durch, so dass der Angreifer 1967/68 wieder im fußballerischen Oberhaus Frankreichs antrat und dort erneut den Nachweis seiner Klasse erbrachte: in einer Mannschaft, die nach Saisonende als 20. und Tabellenletzter sogleich in die Division 2 zurückkehrte, hatte Cossou noch einmal 17 Tore geschossen und war damit fünftbester Ligatorschütze geworden. Es ist wahrscheinlich, aber nicht definitiv festzustellen, dass er auch die folgenden beiden Zweitligajahre noch für Aix stürmte. Von 1970 bis 1972 spielte er noch für den unterklassigen Verein ESCN La Ciotat. Wie der weitere Lebensweg Cossous verlaufen ist, der mehr als einmal sein Bedauern geäußert hat, nie für Olympique Marseille, den großen Klub seiner Heimatstadt, gespielt zu haben, ist bisher nicht zu ermitteln.

### Stationen
- Association Sportive Aixoise (1954–1956, in D2)
- Olympique Lyonnais (1956–1959)
- Association Sportive de Monaco (1959–1965)
- Sporting Club de Toulon (1965/66, in D2)
- Association Sportive Aixoise (1966–1968 oder 1970, davon nur 1967/68 in D1)
- Étoile Sportive et Club Naval La Ciotat (1970–1972)

## In der Nationalmannschaft
Während seines Wehrdienstes kam Lucien Cossou in der Militärnationalmannschaft zum Einsatz, mit der er im Juli 1957 in Argentinien zusammen mit seinen späteren Stürmerkollegen aus Monaco, Douis und Théo, sogar Weltmeister wurde. Zwischen Dezember 1960 und April 1964 (Ungarn) bestritt er sechs A-Länderspiele für Frankreich, in denen er vier Tore erzielte, das erste davon gleich bei seinem Debüt im WM-Qualifikationsspiel gegen Bulgarien. Dennoch folgte anschließend eine Unterbrechung von zweieinviertel Jahren, bevor er 1963 erneut eingesetzt wurde: beim EM-Vorrundenspiel gegen England steuerte er sogar zwei Treffer zum in Frankreichs Presse bereits als „Wiedergeburt des gallischen Hahns“ gefeierten 5:2-Sieg bei. Anschließend lief er auch in zwei Freundschaftsbegegnungen gegen die Niederlande und Brasilien sowie, im EM-Achtelfinale, erneut gegen Bulgarien für die Équipe tricolore auf. Im folgenden EM-Viertelfinale gegen Ungarn gelang ihm wieder ein Tor, aber Frankreich unterlag den Magyaren im Stade Olympique Yves-du-Manoir von Colombes mit 1:3 und verpasste dadurch das Endrundenturnier dieses Wettbewerbs. Danach wurde Cossou von Nationaltrainer Henri Guérin – mit dem er in seiner ersten Profisaison bei der AS Aix noch in einer Mannschaft gestanden hatte – nicht wieder berücksichtigt.

## Palmarès
- Französischer Meister: 1961, 1963 (und Vizemeister 1964)
- Französischer Pokalsieger: 1960, 1963
- Doublé: 1963
- 6 A-Länderspiele (4 Treffer) für Frankreich
- 285 Spiele und 149 Tore in der Division 1, davon 91/35 für Lyon, 161/97 für Monaco, 33/17 für Aix[13]
- 5 Spiele und 5 Tore in Europapokalwettbewerben, davon 2/1 für Lyon, 3/4 für Monaco
- Militärweltmeister: 1957